# Ronny Mattas
Ronny Mattas (* 1974) ist ein deutscher Filmeditor aus München.
Ronny Mattas begann 1996 seine Tätigkeit als Editor für TV- und Kinotrailer. Seit 2007 ist er überwiegend fürs Fernsehen tätig und betreibt ein eigenes Studio mit Schnittplätzen. Zu seinen bekanntesten Arbeiten gehören die TV-Dreiteiler Ku’damm 56, Ku’damm 59 und Honigfrauen.

## Filmografie (Auswahl)
- 2000: Gone Underground (Kurzfilm)
- 2007: Verrückt nach Clara (Fernsehserie, Folgen 1–4, 7+8)
- 2011: Einer wie Bruno
- 2013: Blutsschwestern – jung, magisch, tödlich
- 2014: Weihnachten für Einsteiger
- 2014: 16 über Nacht!
- 2014: Ein Sommer in Amsterdam
- 2014: Ein Sommer in Island
- 2015: Mein Schwiegervater, der Stinkstiefel
- 2015: Ein Sommer im Burgenland
- 2016: Ku’damm 56 (TV-Dreiteiler)
- 2017: Honigfrauen (TV-Dreiteiler)
- 2018: Ku’damm 59 (TV-Dreiteiler)
- 2018: Tatort: Borowski und das Land zwischen den Meeren
- 2019: Mit der Tür ins Haus
- 2019: Wendezeit
- 2019: Stenzels Bescherung
- 2020: Oktoberfest 1900 (Fernsehserie)
- 2021: Sisi (Fernsehserie)
- 2022: Gestern waren wir noch Kinder
- 2024: Turmschatten (Fernsehsechsteiler)